# Hendrik
Hendrik oder Hendrick ist ein männlicher Vorname und Familienname. Er ist eine norddeutsche und niederländische Form von Heinrich.

## Herkunft und Bedeutung
Als Variante von Heinrich bedeutet er „Herrschaft“, „Herrscher“, „mächtiger Hausherr“. Er ist vor allem in den Niederlanden ein weit verbreiteter Name.

## Namenstage
Der Name Hendrik hat mehrere Namenstage: 8. Januar, 19. Januar, 10. Juni, 13. Juli und 20. Dezember.

## Namensträger

### Vorname

#### Form Hendrik
- Hendrik Andriessen (1892–1981), niederländischer Komponist
- Hendrik Auhagen (* 1951), deutscher Politiker
- Hendrik van Balen der Ältere (1575–1632), niederländischer Maler flämischer Herkunft
- Hendrik Petrus Berlage (1856–1934), niederländischer Architekt
- Wolf-Hendrik Beyer (* 1972), deutscher Hochspringer
- Hendrik Wade Bode (1905–1982), US-amerikanischer Elektrotechniker
- Hendrik Borgmann (* 1978), deutscher Schauspieler
- Hendrik Born (1944–2021), deutscher Marineoffizier
- Hendrik van Brederode (1531–1568), niederländischer Freiheitskämpfer
- Karel Hendrik van Brederode (1827–1897), niederländischer Architekt
- Hendrik Brouwer (1581–1643), niederländischer Seefahrer
- Hendrik Brugmans (1906–1997), niederländischer Romanist und Politiker
- Hendrik Casimir (1909–2000), niederländischer Physiker
- Hendrik Cock (1794–1866), niederländischer Rechtsgelehrter und Politiker
- Hendrik de Cock (1801–1842), niederländischer reformierter Pastor
- Hendrik Colijn (1869–1944), niederländischer Militär, Geschäftsmann und Politiker
- Hendrik Conscience (1812–1883), flämischer Erzähler
- Hendrik Johannes Cruijff (1947–2016), niederländischer Fußballspieler, siehe Johan Cruyff
- Hendrik van Deventer (1651–1724), holländischer Geburtshelfer und Orthopäde
- Hendrik Dreekmann (* 1975), deutscher Tennisspieler
- Hendrik Duryn (* 1967), deutscher Schauspieler
- Hendrik Fagel (1765–1838), niederländischer Politiker
- Hendrik Fayat (1908–1997), belgischer Politiker
- Hendrik Feist (* 1983), deutscher Basketballspieler
- Hendrik de Fromantiou (1640–1694), niederländischer Maler
- Hendrik van Gent (1900–1947), niederländischer Astronom
- Hendrik Großöhmichen (* 1985), deutscher Fußballspieler
- Hendrik Hahne (* 1986), deutscher Fußballspieler
- Hendrik Handloegten (* 1968), deutscher Filmregisseur
- Hendrik Hering (* 1964), deutscher Politiker
- Hendrik Hertzberg (* 1943), US-amerikanischer Journalist
- Hendrik Herzog (* 1969), deutscher Fußballspieler
- Hendrik van Heuckelum (1879–1929), niederländischer Fußballspieler
- Hendrik Hey (* 1965), deutscher Journalist, Moderator und Produzent
- Hendrik Höfgen, Hauptfigur im Roman Mephisto von Klaus Mann
- Hendrik Hölzemann (* 1976), deutscher Regisseur und Drehbuchautor
- Hendrik Christoffel van de Hulst (1918–2000), niederländischer Astrophysiker
- Hendrik Ebo Kaspers (1869–1953), niederländischer Anarchist
- Hendrik Kobell (1751–1779), niederländischer Maler, Zeichner und Radierer
- Hendrik Anthony Kramers (1894–1952), niederländischer Physiker
- Hendrik Dirk Kruseman van Elten (1829–1904), niederländischer Maler, Radierer und Lithograf
- Hendrik Krüzen (* 1964), niederländischer Fußballspieler
- Hendrik Lange (* 1974), deutscher Feldhockeyspieler
- Hendrik Lange (* 1977), deutscher Politiker (Die Linke)
- Hendrik Leys (1815–1869), belgischer Maler und Radierer
- Hendrik Liebers (* 1975), deutscher Fußballspieler
- Hendrik Willem van Loon (1882–1944), niederländisch-US-amerikanischer Historiker, Journalist und Illustrator
- Hendrik Antoon Lorentz (1853–1928), niederländischer Mathematiker und Physiker
- Hendrik Martz (* 1968), deutscher Schauspieler
- Hendrik Massute (* 1967), deutscher Schauspieler
- Hendrik Willem Mesdag (1831–1915), niederländischer Marinemaler
- Hendrik IV. van Montfoort (1414–1459), Burggraf von Montfoort
- Hendrik Mostert (1925–2002), niederländischer Schachfunktionär, siehe Henk Mostert
- Hendrik Niehoff (≈1495–1560), niederländischer Orgelbauer
- Hendrik George de Perponcher-Sedlnitzky (1771–1856), niederländischer General
- Hendrik Poinar (* 1969), US-amerikanischer Evolutionsbiologe
- Hendrik Willem Bakhuis Roozeboom (1854–1907), niederländischer Chemiker
- Hendrik Schaper (* 1951), deutscher Musiker
- Hendrik Schneider (* 1966), deutscher Rechtswissenschaftler
- Hendrik Jacobus Scholten (1824–1907), niederländischer Maler
- Hendrik Schön (* 1970), deutscher Physiker
- Hendrik Schröder (* 1959), deutscher Ökonom
- Hendrik Nikolaus Simons, eigentlicher Name von Heintje (* 1955), niederländischer Sänger und Schauspieler
- Hendrik Snoek (* 1948), deutscher Springreiter
- Hendrik Martensz. Sorgh (1611–1670), niederländischer Maler
- Hendrik Laurenszoon Spiegel (1549–1612), niederländischer Dichter und Humanist
- Hendrik Starostzik (* 1991), deutscher Fußballspieler
- Hendrik Streeck (* 1977), deutscher Arzt und Virologe
- Hendrik Tollens (1780–1856), niederländischer Schriftsteller flämischer Herkunft
- Hendrik Frensch Verwoerd (1901–1966), südafrikanischer Soziologe und Politiker
- Hendrik Weyenbergh (1842–1885), Zoologe niederländischer Herkunft
- Hendrik Witbooi (1830–1905), namibischer Führer
- Hendrik Wüst (* 1975), deutscher Politiker

#### Form Hendrick
- Hendrick Aerts, flämischer Maler und Zeichner
- Hendrick Avercamp (1585–1634), niederländischer Maler
- Hendrick ter Brugghen (1588–1629), niederländischer Maler
- Hendrick Chin A Sen (1934–1999), surinamischer Internist und Politiker
- Hendrick Goltzius (1558–1616), niederländischer Maler und Kupferstecher
- Hendrick de Keyser (1565–1621), niederländischer Architekt und Bildhauer
- Hendrick Ramaala (* 1972), südafrikanischer Langstreckenläufer
- Hendrick van Steenwyck der Ältere (1550–1603), niederländischer Architekturmaler
- Hendrick van Steenwyck der Jüngere (1580–1649), niederländischer Architekturmaler
- Hendrick Cornelisz. Vroom (1563–1640), niederländischer Maler und Zeichner

### Familienname

#### Form Hendrik
- Gerhard Hendrik (auch Gerit Hendrikzoon; 1559–1615), Bildhauer
- John Hendrik (1904–2004), Sänger (Tenor) und Rundfunkmoderator
- Tony Hendrik  (* 1945), deutscher Musikproduzent

#### Form Hendrick
- Brian Hendrick (* 1970), US-amerikanischer Basketballspieler
- Burton J. Hendrick (1870–1949), US-amerikanischer Autor
- Jeff Hendrick (* 1992), irischer Fußballspieler
- John Kerr Hendrick (1849–1921), US-amerikanischer Politiker
- Kenny Hendrick (* 1969), US-amerikanischer Automobilrennfahrer
- Ray Hendrick (1929–1990), US-amerikanischer Automobilrennfahrer
- Rick Hendrick (* 1949), US-amerikanischer Automobilrennfahrer
- Ricky Hendrick (* 1980), US-amerikanischer Automobilrennfahrer